# Đình công

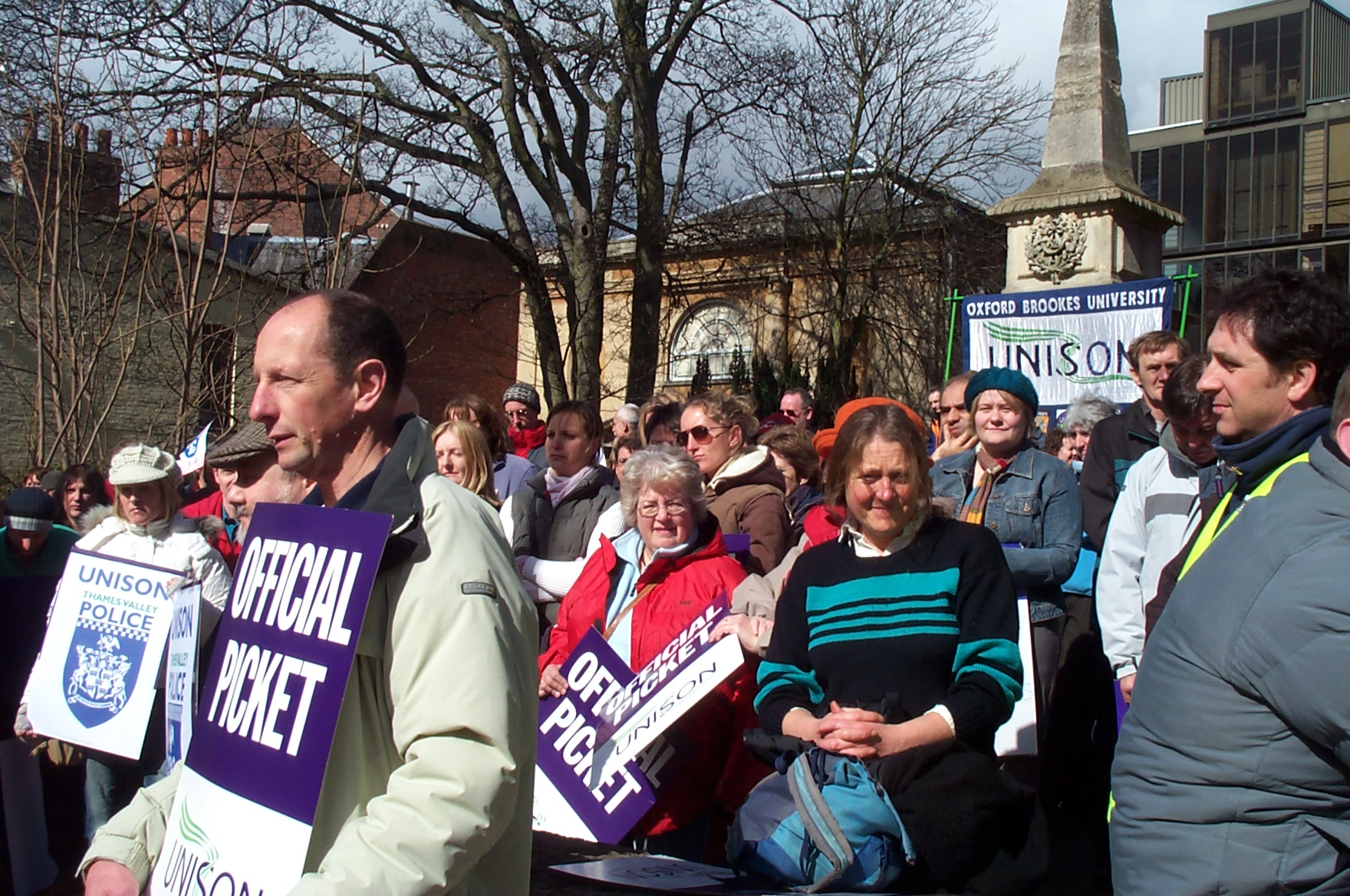
Đại hội liên minh thương mại UNISON tại Oxford trong lúc biểu tình ngày 28 tháng 3 năm 2006

Đình công hay bãi công là sự kiện lao động ngừng lại vì rất nhiều công nhân từ chối tiếp tục làm việc. Cuộc đình công thường diễn ra vì các công nhân cảm thấy bất bình đối với điều kiện lao động, chế độ tiền lương... Các cuộc đình công bắt đầu có ảnh hưởng vào Cách mạng công nghiệp, khi các tập thể lao động bắt đầu có vị trí quan trọng tại các nhà máy và mỏ. Nhiều nước vội vàng cấm không được đình công, vì những người chủ nhà máy có nhiều thế lực chính trị hơn những công nhân. Phần nhiều quốc gia phương Tây lại công nhận cuộc đình công vào cuối thế kỷ 19 hay đầu thế kỷ 20.
Các cuộc đình công đôi khi được sử dụng để ép chính quyền thay đổi các chính sách. Thỉnh thoảng, một cuộc đình công có thể làm một đảng chính trị mất quyền lực. Một ví dụ lớn là cuộc đình công tại Xưởng đóng tàu Gdańsk ở Ba Lan do Lech Wałęsa dẫn đầu. Cuộc đình công này góp phần quan trọng trong cuộc đấu tranh giành thay đổi chính trị tại Ba Lan và giúp lật đổ những chính quyền cộng sản ở Đông Âu.